# Carl Hugo Hahn
Carl Hugo Hahn (* 18. Oktober 1818 auf Gut Aahof bei Riga, Russisches Kaiserreich; † 24. November 1895 in Kapstadt, Kapkolonie) war ein deutsch-baltischer lutherischer Theologe und Pioniermissionar in Deutsch-Südwestafrika.

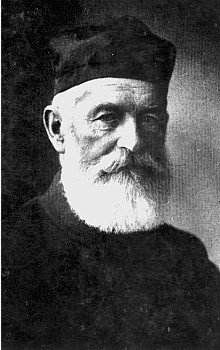
Carl Hugo Hahn

## Leben und Wirken

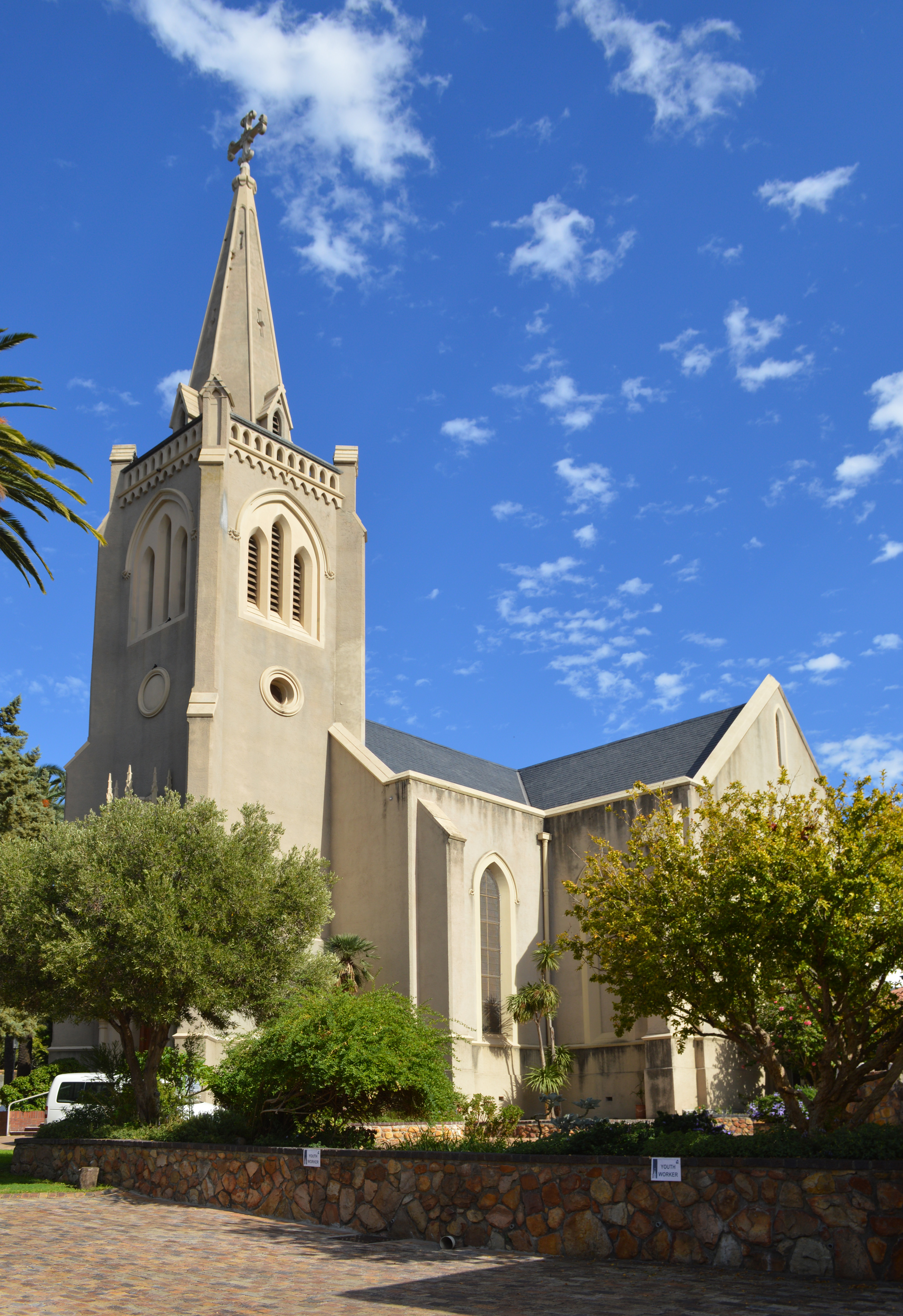
St.-Martini-Kirche, Kapstadt

Carl Hugo Hahn war Sohn des Pächters von Gut Aahof (späteren Besitzer von Gut Vegesacksholm) sowie Kassenintendant beim Adeligen Kreditwesen in Riga Carl Peter Hahn und Helene Hahn, geborene Majus. Nach dem Besuch des Gymnasiums in Riga bestand er 1834 in Sankt Petersburg die Aufnahmeprüfung in das kaiserlich-russische Ingenieurkorps. Noch vor seinem Eintritt reifte sein Entschluss, Missionar zu werden.
Hugo Hahn ging nach Barmen zur Rheinischen Missionsgesellschaft, wo er nach einer Probezeit am 10. Oktober 1838 Aufnahme im Missionsseminar fand. Zwischenzeitlich besuchte er die Universität Bonn. 1841 wurde er mit dem Auftrag, die rheinische Mission vom Kapland über den Oranje bis in das Hereroland auszudehnen, nach Südwestafrika entsandt.
1842 überquerte Hahn mit Franz Heinrich Kleinschmidt, dessen Frau Johanna und weiteren Begleitern den Oranje und waren demnach die ersten Missionare der Rheinischen Mission im heutigen Namibia. Im August desselben Jahres erreichte die Gruppe Kleinschmidt die von Heinrich Schmelen gegründete Station Bethanien und nahm diese wieder in Betrieb.
Auf Veranlassung des englischen Reisenden James Edward Alexander trafen Hahn und Kleinschmidt 1842 in Windhoek ein, wo sie auf Jonker Afrikaner trafen, den Kaptein der Orlam im Grenzgebiet zwischen Nama und Herero. Weihnachten 1842 schlossen die Orlam und Herero nach langjährigen kriegerischen Auseinandersetzungen Frieden, sodass die Missionare für einige Zeit unter sehr günstigen Bedingungen und in einem wohlwollenden Umfeld ihrem Missionsauftrag nachgehen konnten.
Anfang 1844 nahm Jonker den Methodisten-Missionar Richard Haddy auf und es kam zum Bruch zwischen ihm und den Missionaren der Rheinischen Mission.
Daraufhin zog Hahn im Oktober 1844 von Windhoek nach Okahandja und bereiste das Hereroland. In Otjikango am Swakop baute er die Missionsstation Neu-Barmen auf, die erste Missionsstation auf dem Gebiet des späteren Deutsch-Südwestafrika, und ließ sich hier 1844 nieder. Er lernte und erforschte die Hererosprache und predigte am 24. Januar 1847 zum ersten Male in dieser Sprache. 1849 initiierte er die Gründung einer zweiten Station in Otjimbingwe, die mit Johannes Rath besetzt wurde, und 1850 die dritte in Okahandja, wo Friedrich Kolbe Dienst tat.
Während seiner Aufenthalte in Afrika bereiste er 1857 zusammen mit Rath auch das Amboland und kam 1866 bis zum Kunene.
1850 kam es zwischen den Nama und den Herero wegen anhaltender Dürre zu Kämpfen um Weideland, während derer es zur völligen Vernichtung der Missionsarbeit kam.
1853 erfolgte der Rückruf Hahns nach Barmen zwecks Überlegungen zur weiteren Missionsarbeit in Südwestafrika. Von 1854 bis 1855 reiste Hugo Hahn nach Russland und nach England, um dort für die Fortsetzung der Missionsarbeit zu werben. 1856 konnte er nach Südwestafrika zurückkehren und den Wiederaufbau der Missionsstation in Otjikango bewirken. Doch schon 1859 wurde er wieder in die Heimat beordert, wo er als Reiseprediger eingesetzt wurde. Leidenschaftlich warb er wieder für die Arbeit unter „seinen“ Herero.
Wieder im Hereroland zurück, traf Hugo Hahn 1866 in Otjimbingwe ein, wo er jetzt vermehrt Zuspruch für seine Tätigkeit fand und die Ausbildungsstätte „Augustineum“ gründete sowie 1867 die Missionskirche errichten ließ; es stand unter dem Protektorat einer Gönnerin, der Fürstin Elisabeth zur Lippe, Ehefrau von Fürst Leopold III. 1870 war Hugo Hahn beteiligt am „Abschluss des 10-Jahres-Friedens“ vom 23. September 1870 in Okahandja der zur Beilegung des 7-jährigen Kampfes der Herero gegen die Nama führte und die wachsende Vormachtstellung der Herero untermauerte.
1873 gab es Probleme mit der Rheinischen Missionsgesellschaft: diese forderte die strikte Trennung von Handel und Mission, wogegen Hahn vehement gerade das Gegenteil wollte. Zudem stand Hahn durch seine konfessionell-lutherische Lehre und Gemeindepraxis im Gegensatz zum dezidiert unierten Standpunkt der Missionsleitung unter Friedrich Fabri. Hahn zog die Konsequenz und trat aus dem Dienst der Missionsgesellschaft, für die er in Südwestafrika inzwischen dreizehn Missionsstationen errichtet hatte, aus.
Hahn übernahm 1874 das Pfarramt der deutschen St.-Martini-Gemeinde in Kapstadt, das er zehn Jahre innehatte. Dabei wurde er von seinem Sohn Hugo als Adjunkt unterstützt. Der von der Berliner Missionsgesellschaft ausgesandte Missionar Johannes Arndt besuchte Superintendent Hahn bei einem Zwischenaufenthalt in Kapstadt am 23. November 1881 während seiner Schiffsreise mit dem Dampfer Anglian der „Union Steam Company“ nach Südafrika. Hahn zeigte dem deutschen Missionar die lutherische Kirche und Arndt war von dem Altar und der Orgel, deren Kosten die Gemeinde aufgebracht hatte, besonders beeindruckt.
Als Hahn im Februar 1882 als Friedensvermittler auf Wunsch der Regierung ins Hereroland reiste, bereitete man ihm dort einen begeisterten Empfang.
Hugo Hahn war verheiratet mit Emma Sarah Hone, einer Tochter des englischen Schriftstellers William Hone (1780–1842), die bereits 1880 starb.
1884 ging Hahn in den Ruhestand, dessen letzte Jahre er in Südafrika bei seinem gleichnamigen Sohn (1846–1933) verbrachte, der von 1881 bis 1921 Pfarrer an der St.-Petri-Kirche in Paarl bei Kapstadt war. Hahn betreute hier die Filialgemeinde in Worcester. 1890 erlebte er den Beginn der Arbeit der Rheinischen Missionsgesellschaft im Ovamboland und pflegte regen Gedankenaustausch mit den ersten Ovambo- und Hereromissionaren.
Auf einer Reise nach Kapstadt erkrankte er und starb im Alter von 77 Jahren. Seine letzte Ruhestätte fand er in Paarl.
Hahns Lebenswerk gilt als wichtige Grundlage für die Forschungen von Georg Hartmann, Leonhard Schultze und Siegfried Passarge.

## Bekannte Nachfahren
- Cocky Hahn, Regionalkommissar im Norden Südwestafrikas
- Hugo Hahn, lutherischer Pastor und Landesbischof der Evangelisch-Lutherischen Landeskirche Sachsens
- Julius Hahn (1880–1956), lutherischer Pastor
- Traugott Hahn Sr., lutherischer Pastor und Evangelist
- Traugott Hahn Jr., lutherischer Pastor und Professor für Praktische Theologie
- Wilhelm Hahn, lutherischer Theologe und Politiker

## Ehrung
1873 verlieh die Universität Berlin Hugo Hahn die Ehrendoktorwürde in Anerkennung seiner Verdienste um die Erforschung der Ovahererosprache.

## Werke
- Grammatik und Lexikon der Hererosprache, 1875
- Übersetzung des Neuen Testaments und Teile des Alten Testaments und des Katechismus von Martin Luther in die Hererosprache
- Umdichtung und Neudichtung vieler Kirchenlieder

## Schriften
- Erkundungsreise ins Ovamboland 1857. Tagebuch (= Aus alten Tagen in Südwest, Band 4). Herausgegeben von Walter Moritz. Lempp, Schwäbisch Gmünd 1981, ISBN 3-920707-54-0; 3. Auflage: Windhoek 1998.